# Abdagase I
Abdagase I (fl. I secolo) è stato un re indo-parto.
Nipote e successore di Gondofare, regnò durante il I secolo. Subì l'invasione dei Kushana nei territori del Regno di Gandhāra.

## Storia
Sulle sue monete, di cui si conosce solo l'esistenza, è intitolato sovrano sui re, il che fa pensare che il potere centrale si sia lentamente perso e che il sovrano abbia dovuto condividere il suo potere con altri re, pur essendo ancora riconosciuto come il capo. Sotto Abdagase I, il Gandhara fu perso a favore del sovrano kushana Vima Takto.
Forse Abdagase I era imparentato con il nobile partico Abdagase menzionato da Tacito , che proveniva dalla Casa di Suren e che, insieme al figlio Sinnace, aveva sostenuto il contro-re partico Tiridate III contro Artabano II nel 35-36 d.C.. Tuttavia, questa presunta relazione è incerta. È inoltre impossibile stabilire se Abdagase I fosse identico all'omonimo comandante dell'esercito di Artabano II citato da Flavio Giuseppe .